# バルサム作戦
バルサム作戦(英語: Operation Balsam)は、第二次世界大戦中の1945年6月10日-20日にイギリス海軍(ジェフリー・オリヴァー准将指揮)によって行われた作戦である。マレー半島の写真偵察と、スマトラ島に存在する日本軍飛行場とマラッカ海峡の日本船への艦砲射撃と航空攻撃を目的とした。

## 概要
艦隊は1945年6月14日にトリンコマリーを出撃した。作戦を開始した最初の数日(6月18日、19日)は、マレー半島南部での写真偵察しかできなかった。20日にロークスマウェ (en)、メダン、ビンジャイの飛行場へ艦載機による攻撃を仕掛けた。メダン、ビンジャイの飛行場は500ポンド爆弾によって使用不能となり、日本軍の航空機19機は大破もしくは損傷した。飛行場の建物や自動車、鉄道車両も機銃掃射を受けたほか、メダン沖を航行していたジャンク船2隻も攻撃され炎上した。うち1隻は石油を輸送中だった。
一方イギリス軍側の損害はヘルキャット1機であったが、そのパイロットであるO・F・ウィートリー少佐は第808飛行隊の指揮官になってから初めてのフライトであった。

## 参加兵力 (イギリス海軍)
- 第63部隊[3]
  - 護衛空母 ストーカー、ケディーヴ、アミール[1](F6F ヘルキャットからなる第804海軍飛行隊 (en)、第808海軍飛行隊 (en)と、シーファイアからなる第809海軍飛行隊 (en)を艦載)[4]
  - 重巡洋艦 サフォーク
  - 軽巡洋艦 ロイヤリスト[1]
  - 駆逐艦 ロザラム、リレントレス、リダウト、ローバック、レースホース[2]